# Východní část Západních Beskyd
Východní část Západních Beskyd (slovensky: Východné Beskydy) jsou geomorfologická oblast Vnějších Západních Karpat na území severního Slovenska a jižního Polska, severovýchodně od Tater. Takto vymezené jsou "Východné Beskydy" v rámci geomorfologického členění používaného v Česku a na Slovensku. Z pohledu polského členění podle Jerzyho Kondrackiego celá tato oblast patří pod Beskidy Zachodnie (makroregion Západní Beskydy), zatímco Beskidy Wschodnie (Východní Beskydy) leží dále na východ a překrývají se se slovenskou geomorfologickou oblastí Poloniny.
Nejvyšší hora Východních Beskyd je Minčol na Čergově.

## Dělení

Východní část Západních Beskyd, vyznačena červeně

Dělí se na následující mezoregiony, resp. geomorfologické celky:
- h1 = 513.54 Ľubovnianska vrchovina (Góry Lubowelskie, na polské straně pokračuje jako Beskid Sądecki)
- h2 = 513.55 Čergov (Góry Czerchowskie)
- h3 = 514.12 Pieniny (podle polského členění už nepatří do Beskidów Zachodnich, ale do Obniżenia Orawsko-Podhalańskiego)